# Chachai Falls
Chachai Falls är ett vattenfall i Indien.   Det ligger i delstaten Madhya Pradesh, i den centrala delen av landet, 600 km sydost om huvudstaden New Delhi. Chachai Falls ligger 277 meter över havet.
Terrängen runt Chachai Falls är huvudsakligen platt, men norrut är den kuperad. Runt Chachai Falls är det tätbefolkat, med 308 invånare per kvadratkilometer. Närmaste större samhälle är Sirmaur, 8,0 km nordost om Chachai Falls. Trakten runt Chachai Falls består till största delen av jordbruksmark.